# Gemeentebelangen (Waadhoeke)
Gemeentebelangen is een lokale partij in de gemeente Waadhoeke. Die gemeente is op 1 januari 2018 ontstaan uit een fusie van Franekeradeel, Menaldumadeel, Het Bildt en een deel van Littenseradeel. 
In Franekeradeel en Menaldumadeel waren al partijen actief onder de naam Gemeentebelang(en); bij de verkiezingen voor de nieuwe gemeenteraad van Waadhoeke gingen zij gezamenlijk verder als Gemeentebelangen.

## Geschiedenis

### Raadsperiode 2018-2022
De partij behaalde tijdens deze verkiezingen in november 2017 zes zetels in de gemeenteraad.
Raadslid Haaye Hoekstra sloot zich in januari 2020 na zijn vertrek uit de FNP-fractie aan bij Gemeentebelangen, waarmee het aantal zetels in de gemeenteraad op zeven kwam. In januari 2021 stapte ook raadslid Leendert Ferwerda, oprichter van de Frije Bilkerts, over van de FNP-fractie naar de fractie van Gemeentebelangen. Door die overstap evenaarde Gemeentebelangen het zetelaantal van de grootste partij in de gemeenteraad, het CDA. Beide partijen kwamen op acht zetels. 
In oktober 2021 stapte CDA-raadslid Karin Nammensma over naar de fractie van de VVD. Hierdoor werd Gemeentebelangen de grootste partij in de gemeenteraad van Waadhoeke.

### Raadsperiode 2022-2026
Tijdens de gemeenteraadsverkiezingen van 2022 werd Gemeentebelangen, samen met  SAM, de grootste partij in de Gemeenteraad van Waadhoeke. Beide partijen kregen zeven zetels.